# Дагович, Христос
Христос (Кристе) Дагович (греч. Χατζή Χρήστος (Κρίστε) Ντάγκοβιτς, 1783, Белград — 19 марта 1856) — герой Освободительной войны Греции 1821—1829, генерал греческой армии и политик. Семья его была болгарского происхождения, потому в греческой историографии он чаще упоминается как болгарин.

## Биография
Его отец Петр(ос) и брат Ставрос участвовали в Сербской революции и погибли при осаде Белграда в 1806.
Кристе со своей матерью Анной, гонимый турками, скрывался сначала в Боснии, затем в Венеции, на островах Родос и Кипр и, наконец, в Египте. Здесь он поступил на службу конюхом к Хуршит Мехмет Паша. Когда последний в 1820 был послан правителем в Триполицу (Пелопоннес), являвшуюся тогда турецким оплотом на юге Греции, Кристе последовал за ним.
В 1821 началась Греческая революция, и греческие повстанцы осадили город-крепость Триполицу — символ турецкого господства. В её застенках побывали тысячи греков, на ветках платана на её центральной площади были повешены сотни борцов за свободу Греции. Пропустив 2 тыс. албанских солдат, с которых предварительно взяли клятву, что они более не будут воевать против греков, повстанцы были беспощадны к мусульманам и к вооружённым, и к безоружным. Кристе, по одним данным, сам перешёл на сторону греков, по другим — спас свою жизнь, целуя крест перед военачальником Никитарасом (Стамателопулос, Никитас).
Кристе возглавил кавалерийский отряд из освобождённых и добровольцев — сербов и болгар. Во главе этого отряда в 1822 Кристе принял участие в сражении при Куртеса (Коринфия) и в сражении при Дервенакии. 8 мая и 24 ноября 1824 на стороне правительственных войск принимал участие в греческой междоусобице.
В 1825, в начале высадки египетской армии на Пелопоннесс, Кристе принял участие в сражении при Кремиди, закончившемся поражением повстанцев. Последовала оборона крепости Палеокастро, Пилос, где при прорыве обороняющихся греков Кристе был взят в плен и вывезен в Египет. Здесь он находился на положении раба до 1828, когда вместе с другими был обменян на турецких пленных и вернулся в Грецию. Ему было присвоено звание генерала, с которым он принял участие в боях последних двух лет войны. 15 мая 1829 Кристе со своей кавалерией принял участие в осаде и взятии города Навпакт. 10 Июня 1829 Кристе и 156 его кавалеристов, вместе с 300 греческих пехотинцев, отразили атаку трёхкратных турецких сил между городами Фивы и Халкис, а 22 июня нанесли им поражение.
С окончанием войны Кристе остался в Греции и продолжил службу в греческой армии. С установлением монархии генерал Хадзихристос-Дагович стал адъютантом короля Оттона.
На политическом поприще Хадзихристос-Дагович представлял сербов и болгар в Национальном Собрании Греции в 1843 г.
Умер генерал Хадзихристос в 1853.